# Френк Кларк
Џорџ Бернард Френсис „Френк” Кларк (рођен 10. октобра 1951) је ирски судија који је главни судија Ирске од јула 2017. године, а именовао га је председник Мајкл Хигинс. Ради као судија Врховног суда од фебруара 2012. Претходно је обављао функцију судије Високог суда од 2004. до 2012.

## Детињство, младост и образовање
Кларк је рођен 10. октобра 1951. у Волкинстауну, Даблин. Син је цариника који је умро кад је он имао једанаест година, а његова мајка је била секретарица. Школовао се у Средњој школи замка Дриманг и Средњој школи "Браћа Кристијан у Даблину.  Студирао је економију и математику на постдипломском нивоу на Универзитетском колеџу у Даблину, док је истовремено студирао и за адвоката у Краљевој гостионици .  Био је први из породице који је похађао образовање трећег нивоа. Током похађања Универзитетског колеџа у Даблину изгубио је на изборима од Адријана Хардимана и није постао ревизор L&amp;H .
Придружио се Фајн Гилу одмах након завршетка школовања. Био је портпаролпредседника Владе  Гаррет Фицџералда и изборни агент Џорџа Бирмингема а лично се кандидовао за сенатора .  Он се заложио против Осмог амандмана устава Ирске 1983. године и за одбијање Десетог амандмана Устава 1986. године.  

## Правна каријера
Позван је у адвокатску комору 1973, а у Унутрашњу контролу 1985. Имао је праксу у привредном, уставном и породичном праву. Две године након започињања праксе, појавио се као млађи адвокат за подносиоца тубе у случају држава против Доногуа пред Врховним судом, који је установио уставно право на правну помоћ у кривичним предметима.
Кларк је заступао Мајкла Мекџимпсија и његовог брата Кристофера у случају против уставности Англо-ирског споразума, који је на Врховном суду 1988. године на крају био неуспјешан.
За тужиоца се појавио са Мајклом Мекдовелом и Џерардом Хоганом  у случају Кокс против Ирске 1990. године, где је Врховни суд први увео пропорционалност у ирско уставно право и открио право на зараду за живот. Заступао је Шона Ардагаа и Пододбор Ојречатс формиран након смрти Џона Картија у уставном случају који је ограничио овлашћења истраге против Ојречатса, што је довело до неуспелог Тридесетог амандмана устава.
Врховни суд је Кларка два пута именовао за упућивање у члану 26. То је аргументовано у име Ирског правног друштва у препоруци која се односи на усвајање  закона 1987.  Врховни суд га је именовао да покаже да се у име права мајке распеавља у складу са чланом 26 и Уредбом о информисању (услуге изван државе за прекид трудноће) из 1995. године.
Био је спољни саветник Лафојеве истраге о злостављању деце, и Рајанове истраге, а заступао је и Суд Махон у његовом случају против Лијама Лаулора. Био је правни саветник у вези са истрагом пореза на задржавање камата коју је спровела Комисија за јавне рачуне, заједно са будућим колегама из области правосуђа Полом Гилиганом и Мери Ирвин.
Био је председавајући Адвокатске коморе од 1993. до 1995. године. Између 1999. и 2004. вршио је дужност председавајућег Савета Краљеве гостионице Био је професор у Краљевој гостионици између 1978. и 1985. године, а потом је именован за помоћног професора на Универзитетском колеџу у Корку  2014. године. Такође је био ванредни професор на Колеџу "Тринити" у Даблину.  
У то време Кларк је још увек био на функцији председавајућег Апелационог суда за запошљавање.

## Судска каријера
За судију Високог суда је постављен 2004. године. Био је председавајући Референдумске комисије за други референдум из Лисабонског уговора 2009. године. Као судија Вишег суда донео је пресуду у предмету старачког дома Леас Крос против Радио-телевизије Ирске да је јавни интерес оправдан емитовањем материјала који би у супротном били заштићени правом на приватност. Често је председавао Привредним судом за време свог мандата у Високом суду. Учествовао је у успостављању две листе Високог суда у Корку, канцеларијске листе и листе непоротника.
Кларк је у именован у Врховни суд 9. фебруара 2012.

### Главни судија Ирске
Дана 26. јула 2017. године објављено је да се влада Ирске сложила да номинује судију Кларка на предлог председника Ирске за следећег главног судије Ирске, који ће наследити Сузан Денем након истека њеног мандата. Његово име је једино изнето Влади Ирске на разматрање. Његова пријава је укључивала и апликацију од 500 речи. Након именовања, рекао је да није "неразумно" сугерисати да је "друштвено прогресиван",а потом је положио заклетву да ће поштовати судску независност.
Кларк је приликом именовања рекао да су му приоритети да повећа приступ правди и правној професији, да побољша подршку и обуку судија, и да прошири употребу технологије у судовима. Надгледао је прву емитовање Врховног суда уживо на телевизији у октобру 2017. Врховни суд је одржао седнице у Лимерику и на НУИ у Гелвеју 2018. и 2019. године, а и други и трећи пут су седнице одржане ван Даблина.
Он ће се повући након четири године свог мандата, 2021. године.
Руадан Мек Кормак из Irish Times-a је рекао да је Кларк имао" репутацију добронамерног и ауторитетног судије и за јасне и за нејасне случајеве". Такође је напоменуо да тежи да не дели став „апсолутног оптуженика“ у питањима кривичног права са неким колегама из Врховног суда, а истовремено има перцепцију либералније позиције од осталих судија о сурогатству и социјалним питањима.  
Кларк  ради у судском саветодавном одбору за именовање судија и генерално се залаже за поштовањеСуда правде Европске уније.

## Лични живот
У браку је с др Жаклин Хајден од 1977. Имају сина који је адвокат и кћерку која је неговатељица. Занимају га коњичке трке и рагби.